# Maxates brevicaudata
Maxates brevicaudata là một loài bướm đêm trong họ Geometridae.